# 間尾茜
間尾 茜（まお あかね）は日本の舞台女優。劇団四季に所属していた。兵庫県姫路市出身。神戸山手女子高等学校出身。金蘭短期大学出身。

## 人物
3歳からクラシックバレエを始める。数多くのバレエ公演に出演し、講師の経験も持つ。神戸山手女子高等学校出身。金蘭短期大学出身。
2005年11月、劇団四季のオーディションに合格。初舞台は「ミュージカル李香蘭」である。

## 出演作品
- ミュージカル李香蘭（アンサンブル）
- エビータ（アンサンブル）
- ライオンキング（アンサンブル）

ウィキッド
- キャッツ（カッサンドラ）
- はだかの王様（アンサンブル 7枠）

## テレビ出演
- 「マヨブラジオ」（ブラックマヨネーズの小杉竜一にウィキッドのナンバー、人生を踊り明かせの振り付けと歌を指導）